# Kaarlo Castrén
Kaarlo Castrén (n. 28 de febrero de 1860 - 19 de noviembre de 1938) fue un abogado y político finlandés del partido progresista. Castrén fue primer ministro de Finlandia desde abril de 1919 hasta agosto de 1919. Antes de ser primer ministro había sido ministro de hacienda, de 1918 a 1919.